# Jardins de la rotonde de Padoue

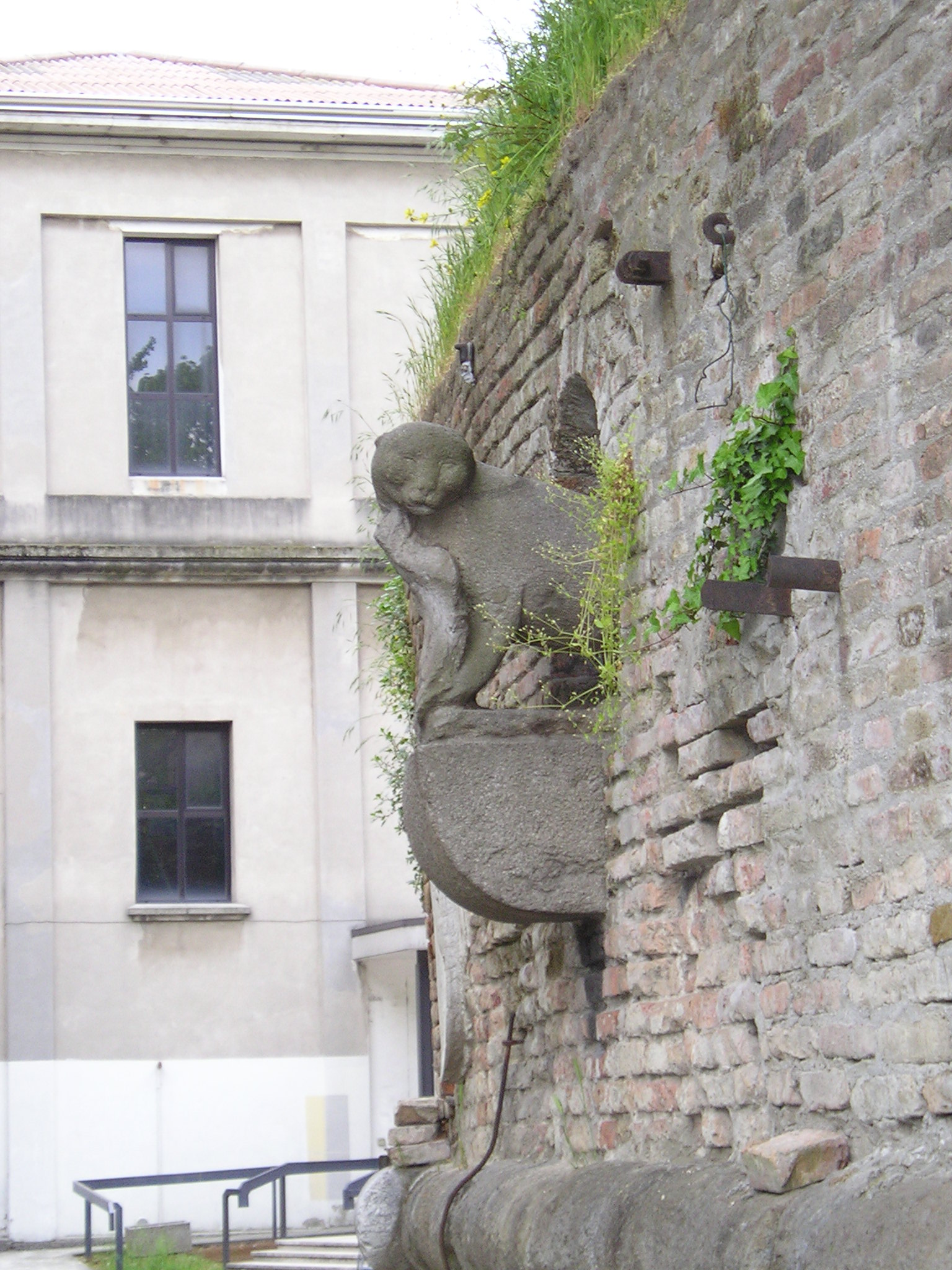

Les jardins de la rotonde, situés dans le centre-ville de Padoue, se trouvent à l'endroit où se tenait la chatte, qui, selon la légende, avait été écorchée vive afin que ses hurlements épouvantent les ennemis pendant le siège des Habsbourg en 1509
Pour rappeler cet épisode, une sculpture représentant une chatte qui sort d’une niche, et symbolisant la liberté des habitants de Padoue, a été placée à l’extérieur de ce bastion.
Les jardins de la rotonde sont ainsi appelés parce qu’ils ont été construits près du château d'eau monumental appelé  Rotonda, érigé dans les années 1920.

## La Rotonde

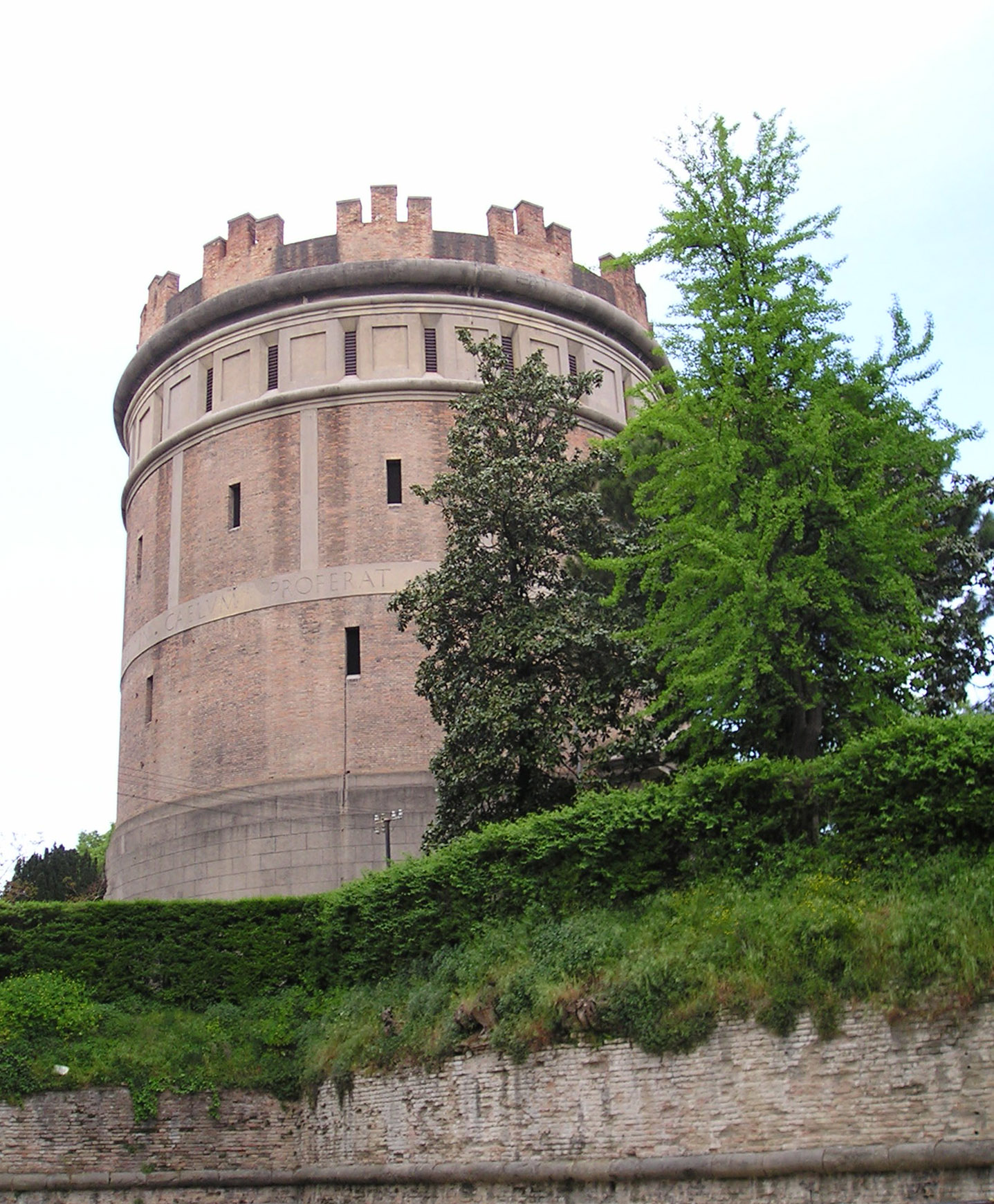

La Rotonde a une capacité de 2 000 m3 et était, à l'époque de sa construction, l'un des meilleurs réservoirs d’Europe. 
Sa structure est intéressante pour ses matériaux de construction parce qu'elle fut l'un des premiers exemples de construction en béton de Padoue.
La construction de la rotonde a commencé le 21 septembre 1923. Son projet avait deux fonctions, celle de château d’eau et celle de monument aux morts de la guerre parce qu'en novembre 1916 une bombe autrichienne est tombée sur le bastion et a tué 96 personnes qui s’étaient réfugiés dans les caves considérées comme très sûres.
Le château d’eau rappelle la Tombe de Cæcilia Metella à Rome. À ses pieds, dans l'espace resté libre, se trouve un jardin public (inauguré en 1925) appelé « jardin de la Rotonde ».

## Le jardin
Le jardin présente plusieurs niveaux et pour monter au sommet il faut suivre un parcours caractérisé par de nombreuses marches et par cinq terrasses ornées de fontaines circulaires. La présence des fontaines s'explique par la proximité du grand réservoir d’eau. Dans chaque fontaine, on a des implanté des nymphéas dont la prolifération donne une sensation d'harmonie.
Chaque terrasse est séparée de la suivante aux yeux des visiteurs par des séries de jardins et de parcours simulant un jardin géométrique de forme générale circulaire avec un axe perpendiculaire au château d’eau.
Le style du jardin de la rotonde est typique de la phase de transition entre l’art nouveau et l’art déco et présente beaucoup éléments du classicisme du XIXe siècle.
L’ensemble architectural du jardin dénote une forte influence classique alors que le dessin des parterres est typique art nouveau.